# 鹵化
鹵化（Halogenation）是一种化工单元过程，指的是將有机化合物分子中引入卤素原子，最常用的是向烃分子中引入卤素原子，形成“卤烃”，由于卤烃相当活泼，很容易被其他原子或“基”置换，因此常用于有机合成制造中间体的过程。鹵化也可以指無機化合物（例如金屬）引入卤素原子的过程。
鹵化的途徑和化學劑量和其化學結構的特性、有機化合物的官能基或鹵化的鹵族元素都有關係。卤素是氟、氯、溴、碘、五种元素的总称，因此卤化也分为氟化、氯化、溴化和碘化。碘比氯和溴要贵上很多，因而化工生产中最常用的是氯化法和溴化法。常用的氯化剂是氯气或氯化氢。因为氟气氧化性太强，通常会将反应物直接氧化分解，因而氟化一般用相应的氟化剂。
鹵化的例子有乙炔被氯化氢氯化，可以生成氯乙烯，成为制造塑料聚氯乙烯的原料；苯被氯化生成六氯苯等。
脫鹵反應（Dehalogenation）是鹵化的逆反應，就是從分子中移除鹵族元素，最常見的是脫鹵化氫反應。

## 有機化合物的鹵化: 各種類的反應
有機化合物鹵化有很多反應途徑，包括自由基鹵化、酮基鹵化、親電子鹵化和鹵化加成反應。

### 自由基鹵化
典型的飽和碳氫化合物（烷、環烷）透過自由基鹵化，藉由鹵族元素取代氫原子。鹵化烷類在區域化學上常常被決定於相對可使用較弱的C-H鍵結。這反應傾向二級和三級碳的位置，因愈穩定的結構愈會導致自由基和躍遷能階產生反應。自由基鹵化被使用在工業製造甲烷氯化物。
CH4  +  Cl2   →   CH3Cl  +  HCl

### 烯、炔的加成鹵化
不飽和化合物，特別是烯和炔，行加成鹵化：
RCH=CHR'（烯）+ X2（鹵素）→ RCHX-CHXR'
RC≡CR（炔）+ 2X2（鹵素） → RCHX-CHXR'
烯類的加成鹵化會產生中間產物鹵離子。特別地，這個中間產物可以把它分離出來。

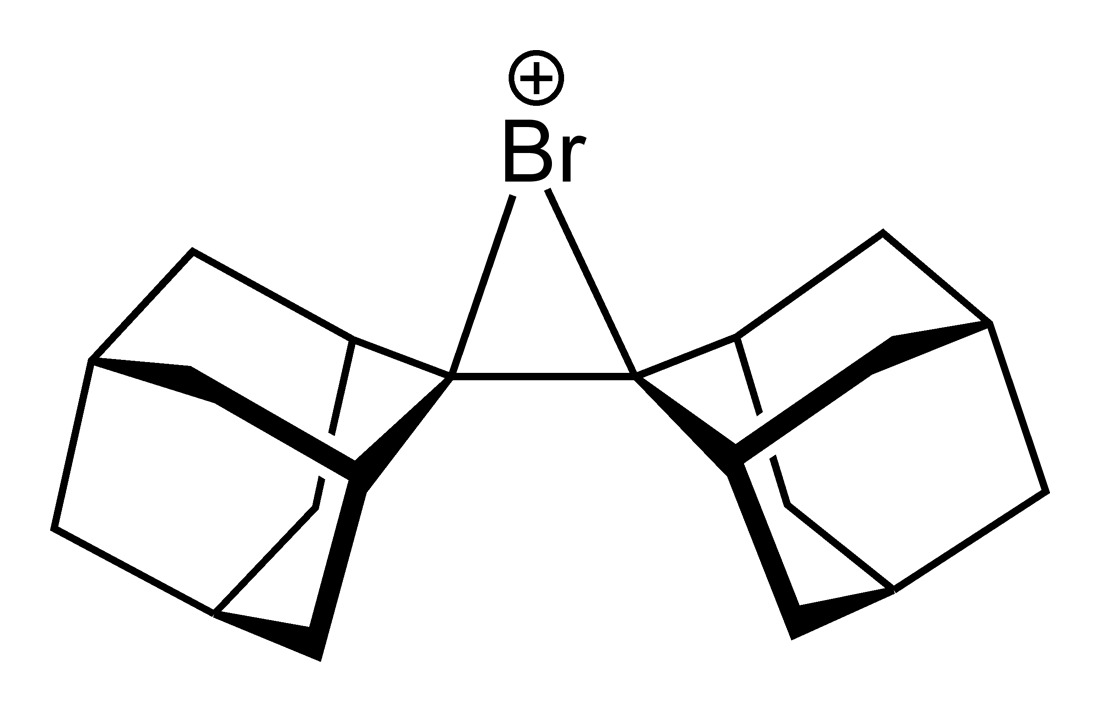
一个溴鎓離子的结构

### 芳香化合物的鹵化
芳香化合物的鹵化是親電子的鹵化反應：
RC6H5  +  X2   →   HX  +  RC6H4X
此鹵化機制受鹵族元素的影響，氟和氯比較有親電的特性以及為比較強的鹵化劑，溴跟氟和氯比起來是比較弱的鹵化劑，但碘是它們當中反應最弱的。此脫氫鹵化的機制遵循反轉趨勢:碘是最容易從有機物中移除而有機氟化物則有最高穩定度。

### 其他鹵化方法
- 汉斯狄克反应：從羧酸中提出短鍊鹵化物，其第一個會產生銀鹽，其之後會和鹵族元素氧化：

RCO2Ag  +  Br2   →   RBr  +  CO2  +  AgBr
- 桑德迈尔反应：從芳香鹵化物重氮鹽中得到，此化合物是從苯胺中得到。
- 赫尔－乌尔哈－泽林斯基反应：羧酸中的α上碳進行鹵化。

## 有機化合物的鹵化：依鹵族元素歸類

### 氟化
氟和飽和或不飽和的有機化合物反應，反應快速，容易爆炸。此反應需要在專業環境下進行。實際應用中，有機化合物常用電化學進行鹵化。最近發現可用氟化氫在阴极當作氟的來源，這方法叫作電化學氟化（ECF）。除了用電化學產生氟，還有各種氟化試劑的應用像是二氟化氙和氟化鈷。

### 氯化
氯化會產生放熱反應。所有的飽和或不飽和化合物會和氯直接產生反應。此組成常需要紫外光幫忙裂解氯原子。氯化在工業上常用來製造1,2 - 二氯乙烷（PVC）還有當作溶劑的乙烷。另一種是用氯化氫和氧結合進行氧氯化，此效果必直接氯化（利用Cl2）來的好。

#### 氧氯化
氧氯化是混合氯化氫和氧（O2）讓碳氫化合物氯化，這個方法工業上很愛用因為氯化氫比氯便宜。烯是最常用的反應物：
CH2=CH2  +  2 HCl  +  ½ O2    →    ClCH2CH2Cl  +  H2O
此反應一開始由氯化銅（CuCl2 ，一種從1,2-二氯乙烷產生的催化劑），有時候氯化銅會在二氧化矽中做為助催化劑幫助產生氯化鉀、氯化鑭或氯化鋁。除了二氧化矽，也可以用礬土、矽藻土或浮石作為輔助反應。因為這些反應會放出高能量（238 kJ/mol） ，催化溫度上得受到控制以免熱裂解。催化對於碳氫化合物的雙鍵氯化扮演很重要的角色，因為氯化銅是其中提供氯原子雙鍵的化合物之一。反應式如下：
CH2=CH2  +  2 CuCl2   →   2 CuCl  +  ClH2C-CH2Cl
氯化銅依序會由氯化亞銅和氧反應再來和氯化氫反應而產生：
½ O2  +  2 CuCl  →   CuOCuCl2
2 HCl  +  CuOCuCl2    →   2 CuCl2  +  H2O
氧氯化在製造1,2 - 二氯乙烷方面是很重要的，之後可以做出氯乙烯，其反應式如下：
ClCH2CH2Cl    →   CH2=CHCl  +  HCl
2 HCl  +  CH2=CH2  +   ½ O2   →   ClCH2CH2Cl  +  H2O
氯化氫由以上步驟循環反應進行氧氯化，反應物會自己產生也是工業上愛用氧氯化而不是氯化的原因。

### 溴化
溴化比氯化還具有選擇性因為反應放出的能量比較少，一般的溴化是加成Br2到烯類上面，自然界中比較常有飽和碳氫化合物和芳香化合物的溴化，形成有機溴化化合物。常用的催化劑是溴過氧化物酶，其是利用溴和氧的結合形成氧化劑。
在三氯乙烯中進行有機合成製造麻醉劑氟烷即為溴化的一個例子：

有機溴化合物是自然界中最常見的鹵化化合物，它的形成是透過溴過氧化物酶進行催化。海洋被估計每年會释放1-2百萬噸的溴仿和56,000噸的溴甲烷。

### 碘化
碘是反應最弱的鹵化物，最难和大部分的有機化合物反應。碘与烯類加成是用一種分析的方法叫作碘質，它是用來測量脂肪的不飽和程度的一種方法。碘仿反應包刮會降解甲基酮。

## 無機化學
除了氬、氖、氦以外的元素都會直接和氟反應形成氟化物。氯的選擇性較強，但仍可以和大部分的金屬元素和較重的非金屬元素反應。按照趨勢，溴的活性較弱，而碘的活性最弱。可能的反應像金的氯化產生氯化金。在工業上金屬直接氯化較不重要，因為比較容易金屬氧化物和鹵化氫反應來進行鹵化。像三氯化磷和一氯化硫的生產，是較大規模直接進行無機化合物鹵化的例子。

## 另見
- 卤代烷烃
- 芳香鹵化物（英语：Aryl halide）
- 自由基鹵化（英语：Free-radical halogenation）
- 卤代酮
- 親電取代反應
- 有機鹵化物